# Saune
Pour les articles ayant des titres homophones, voir Saône (homonymie) et Sône.
La Saune est un cours d'eau du Sud-Ouest de la France qui coule dans le département de la Haute-Garonne. C'est un affluent de l'Hers-Mort en rive droite, donc un sous-affluent de la Garonne par l'Hers-Mort.

## Géographie
La Saune descend des collines élevées et rocheuses qui sillonnent le canton de Revel; elle parcourt sans déviation sensible la petite vallée lauraguaise qui s'ouvre au pied des coteaux de Caraman et de Lanta et parvient à se jeter dans l'Hers-Mort à Toulouse, en aval du confluent de la Marcaissonne, après un cours de 31,8 km de longueur.

## Hydrographie
Sa pente moyenne est de 13 millimètres par mètre. Son débit, un peu plus régulier que celui de la Marcaissonne, permet d'utiliser ses eaux comme force motrice. Elles mettent en mouvement dans la commune, le moulin de Cayras. À l'époque des fortes chaleurs, l'eau manque ; mais l'industriel prévoyant qui exploite le moulin à eau, pour empêcher tout chômage, a construit sur le flanc du coteau de Cayras un moulin à vent, qui lui permet d'assurer un travail régulier.

## Département et principales communes traversées
- Haute-Garonne : Vaux, Cambiac, Maureville, Sainte-Foy-d'Aigrefeuille, Lauzerville, Quint-Fonsegrives et Toulouse.

## Principaux affluents
- Ruisseau du Grand Port de Mer 4,1 km
- Ruisseau de Borde 6,6 km
- La Garrigue 4,7 km
- Ruisseau de Gouffrense 5,5 km
- Ruisseau de l'Avelanet 4,3 km
- Ruisseau d'en Curse 4,8 km
- Ruisseau de Saint-Julia 5 km
- Ruisseau de Rivalès 4,1 km

## Hydrologie
La Saune est une rivière très irrégulière, à l'instar de ses voisines des régions de plaine de la Haute-Garonne et avant tout de l'Hers-Mort. Elle est aussi fort peu abondante. Son débit a été observé durant une période de 29 ans (1980-2008), à Quint-Fonsegrives, localité de la proche banlieue de Toulouse située peu avant son confluent avec l'Hers-Mort. La surface ainsi étudiée est de 106 km2, soit la presque totalité du bassin versant de la rivière.
Le module de la rivière à Quint-Fonsegrives est de 0,429 m3/s.
La Saune présente des fluctuations saisonnières de débit fort marquées, comme très souvent dans le bassin de la Garonne. Les hautes eaux se déroulent en hiver et au printemps, et se caractérisent par des débits mensuels moyens allant de 0,614 à 0,844 m3/s, de janvier à mai inclus (avec un maximum peu net en février). À partir du mois de juin, le débit baisse rapidement jusqu'aux basses eaux d'été-automne qui ont lieu d'août à octobre inclus, entraînant une baisse du débit mensuel moyen jusqu'à 0,088 m3/s au mois d'août. Mais ces moyennes mensuelles cachent des fluctuations bien plus prononcées sur de courtes périodes ou selon les années.
Aux étiages, le VCN3 peut chuter jusque 0,002 m3/s (deux litres), en cas de période quinquennale sèche, ce qui est très sévère, le cours d'eau étant alors réduit à quelques filets d'eau. Mais ce fait est fréquent parmi les rivières de la région des plaines de l'est de l'Aquitaine.
Les crues peuvent être importantes, compte tenu de la petitesse du bassin versant. Les QIX 2 et QIX 5 valent respectivement 13 et 21 m3/s. Le QIX 10 est de 26 m3/s, le QIX 20 de 31 m3/s, tandis que le QIX 50 se monte à 38 m3/s.
Le débit instantané maximal enregistré à Quint-Fonsegrives a été de 35,8 m3/s le 6 mai 1978, tandis que la valeur journalière maximale était de 26,7 m3/s le même jour. Si l'on compare la première de ces valeurs à l'échelle des QIX de la rivière, l'on constate que cette crue était presque d'ordre cinquantennal, et donc relativement exceptionnelle.
La Saune est une rivière très peu abondante. La lame d'eau écoulée dans son bassin versant est de 128 millimètres annuellement, ce qui est fort inférieur à la moyenne d'ensemble de la France (320 millimètres), et bien sûr aussi à la moyenne du bassin de la Garonne (384 millimètres). À noter que ce chiffre est plus ou moins équivalent à celui du Loir (129 mm). Le débit spécifique (ou Qsp) n'atteint qu'un faible 4,1 litres par seconde et par kilomètre carré de bassin.